# Twendi
Le twendi (ou cambap) est une langue bantoïde mambiloïde qui était parlée au Cameroun dans la Région de l'Adamaoua, le département du Mayo-Banyo, au nord de Bankim, dans le village de Sanga. 
Avec 30 locuteurs en 2000, elle est aujourd'hui considérée comme moribonde (statut 8a).